# Aleksandr Ivánovich Shuválov
El Conde Aleksandr Ivánovich Shuválov (en ruso: Алекса́ндр Ива́нович Шува́лов; 1710-1771) fue un estadista ruso de la familia Shuválov. Su carrera fue dependiente y estuvo ensombrecida por la de su hermano más brillante, Piotr Ivánovich Shuválov.
Los hermanos Shuválov eran dos hijos de un general quien comandaba el castillo de Výborg y gobernó Arjánguelsk durante el reinado de la emperatriz Ana. Fueron los ayudantes más estrechos de Isabel Petrovna durante el golpe de Estado de 1741 que la llevó al trono. Alejandro, en particular, convenció a muchos de sus compañeros de la guardia imperial para que se unieran a la causa de Isabel. Fue recompensado por su lealtad con el rango de chambelán en 1741 y con el título de conde en 1746.

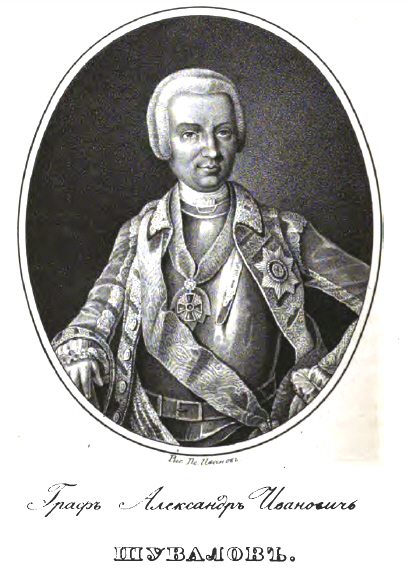
Aleksandr Ivánovich Shuválov.

Durante muchos años Shuválov presidió la Cancillería Secreta, un suerte de policía política cuyas víctimas incluyeron a sus enemigos personales, los mariscales de campo Bestúzhev y Apraksin. Para el final del reinado de Isabel, los Shuválov habían eliminado con éxito a todos sus rivales políticos y virtualmente monopolizaban el poder del estado. También flirtearon con el futuro Pedro III de Rusia, con la esperanza de retener sus posiciones tras su eventual ascenso al trono.
Sus intrigas lograron su objetivo en 1761 cuando Pedro III asumió el trono y promovió a ambos Shuválov al rango de Mariscal de Campo, aunque nunca habían tomado parte en ninguna guerra. Sin embargo, sus carreras fueron deshechas un año después, cuando el trono fue usurpado por Catalina, la esposa de Pedro, quien detestaba a ambos hermanos Shuválov por su perniciosa influencia sobre su marido e incluso acusó a Aleksandr Shuválov en sus memorias de planear su asesinato.
A partir de entonces Aleksandr Shuválov se retiró de sus servicios y regresó a sus villas. Su única hija fue la esposa del Conde Golovkin.